# زاهر بلونيس
زاهر بلونيس (بالفرنسية: Zahir Belounis)‏ (مواليد 15 فبراير 1980) لاعب كرة قدم فرنسي جزائري يلعب كمهاجم. أدى رفض السلطات في قطر حيث كان يلعب كرة القدم لمنحه تأشيرة خروج بعد نزاع في الأجر إلى اهتمام أوسع.

## المسيرة الرياضية
لعب بلونيس كمهاجم لأندية فرنسية وسويسرية في الدرجات الدنيا قبل أن ينتقل إلى قطر في عام 2007. وقد لعب في نادي الجيش.
كان يعاني من نزاع حول الأجور غير المدفوعة من عام 2010 ولكن لأنه في قطر فقد كان صاحب العمل يسيطر على تأشيرات الخروج في ظل نظام الكفالة ولم يتمكن من مغادرة البلاد. هدد بلونيس بالقيام بإضراب عن الطعام للفت الانتباه إلى قضيته وفي عام 2013 كتب رسالة مفتوحة إلى سفيري كأس العالم لكرة القدم 2022 زين الدين زيدان وبيب جوارديولا لحشد الدعم. امتنع الفيفا عن النظر في قضيته حيث كان بلونيس قد ناشد السلطات القطرية وليس الفيفا.
بعد 19 شهرًا تم منحه تأشيرة خروج وغادر قطر للعودة إلى فرنسا. اعترف بلونيس أنه خلال فترة انتظاره لتأشيرة الخروج كان يخطط لمغادرة قطر بطريقة غير شرعية واعتبرها انتحارًا وشرب الخمر لمساعدته في التغلب على وضعه.
لفتت القضية الانتباه إلى قوانين التوظيف القطرية وتفاعلها مع استضافتهم لكأس العالم 2022.